# Chlorophorus jucundus
Chlorophorus jucundus là một loài bọ cánh cứng trong họ Cerambycidae.